# Milana Vayntrub
Milana Aleksandrovna Vayntrub (in russo Милана Александровна Вайнтруб?, Milana Aleksandrovna Vajntrub; Tashkent, 8 marzo 1987) è un'attrice, comica e attivista uzbeka naturalizzata statunitense.
Nata nell'Unione Sovietica da genitori ebrei, ha iniziato la sua carriera come attrice bambina poco dopo essere immigrata negli Stati Uniti. È diventata famosa per le sue apparizioni negli spot televisivi di AT&T come commessa Lily Adams dal 2013 al 2016 e dal 2020. Oltre alle sue apparizioni commerciali, è stata nel cast regolare della serie su Yahoo! View della commedia di fantascienza Other Space (2015) e ha avuto un ruolo ricorrente nella serie televisiva della NBC This Is Us (2016-2017). Vayntrub ha anche doppiato Squirrel Girl nel franchise Marvel Rising dal 2018 dopo essere stato scelto come personaggio nel pilot televisivo inedito di New Warriors.

## Biografia

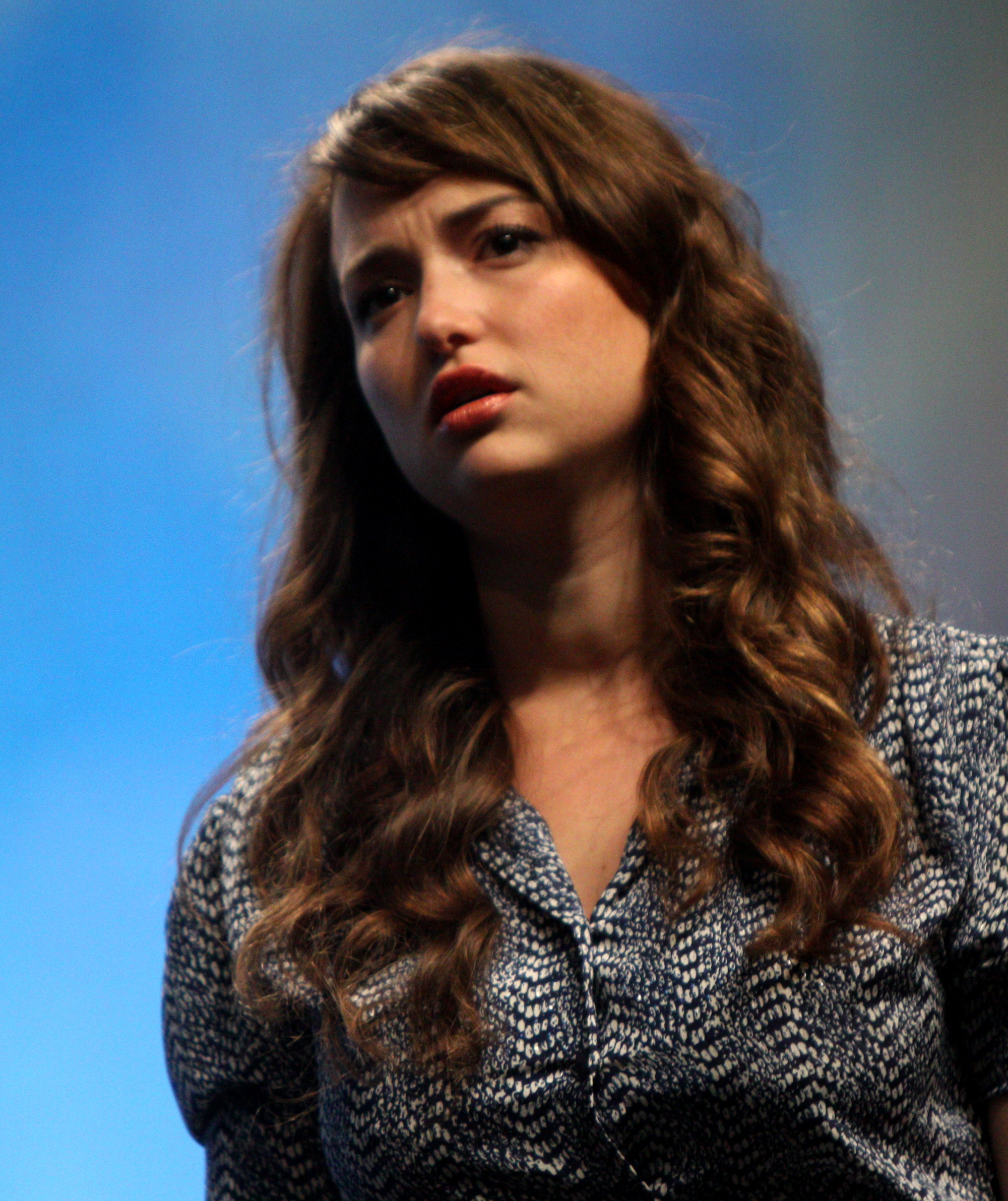
Milana Vayntrub del 2012

Vayntrub è nata a Tashkent, nell'allora Repubblica Socialista Sovietica Uzbeka,  da genitori di fede ebraica. All'età di due anni arrivò negli Stati Uniti assieme alla famiglia come rifugiati per sfuggire alle persecuzioni antisemite, stabilendosi a West Hollywood.
Ha iniziato a recitare in spot pubblicitari di Barbie della Mattel  all'età di cinque anni, in parte a causa dei problemi finanziari della sua famiglia. Vayntrub ha frequentato brevemente la Beverly Hills High School, ma ha abbandonato dopo il secondo anno, ha ottenuto un GED e ha continuato a conseguire un Bachelor of Arts in Comunicazione presso l'Università della California. Ha studiato improvvisazione comica con la Upright Citizens Brigade.
Vayntrub e Stevie Nelson non hanno collaborato per il lanciatore Live Prude Girls, una catena di commedia su YouTube, non sono stati prodotti in un certo numero di cortometraggi e la serie web di successo Parliamo di qualcosa di più interessante. Live Prude Girls è un continuo di figure nella Top 100 Channel di NewMediaRockstars (NMR), prima del 93º posto.
Vayntrub ha avuto piccoli ruoli in film e televisione, tra cui Così è la vita. Ha anche recitato in diversi video di CollegeHumor.

## Attivismo
Nel gennaio 2016, dopo aver visitato la Grecia e aver incontrato famiglie di profughi in fuga dalla Guerra civile siriana, Vayntrub ha co-fondato un sito web e un movimento di social media chiamato "Can't Do Nothing" per mettere in luce la Crisi europea dei migranti.

## Filmografia

### Attrice

#### Cinema
- A cena con il lupo (Werewolves Within), regia di Josh Ruben (2021)

- L'ultima missione: Project Hail Mary (Project Hail Mary), regia di Phil Lord e Christopher Miller  (2026)

#### Televisione
- The Clandestine - serie TV, 10 episodi (2013)
- Other Space - serie TV, 8 episodi (2015)
- This Is Us - serie TV, 8 episodi (2016-2017)
- Dad - serie TV, 7 episodi (2019-2021)

### Doppiatrice
- Dallas & Robo - serie TV, 8 episodi (2018)

## Doppiatrici italiane
Nelle versioni in italiano delle opere in cui ha recitato, Milana Vayntrub è stata doppiata da:
- Elena Fiorenza in This Is Us
- Alessandra Bellini in Monsters: la storia di Lyle ed Erik Menendez

Da doppiatrice è stata sostituita da:
- Sara Labidi in God of War Ragnarök